# 格雷斯市 (北达科他州)
格雷斯市（英語：Grace City），是美国北达科他州下属的一座城市。根据2010年美国人口普查，该市有人口63人。